# Hemiceras jophona
Hemiceras jophona är en fjärilsart som beskrevs av William Schaus 1939. Hemiceras jophona ingår i släktet Hemiceras och familjen tandspinnare. Inga underarter finns listade i Catalogue of Life.